# Il padrino (videogioco)
Il padrino (The Godfather) è un videogioco action del 2006, sviluppato da Visceral Games e pubblicato da Electronic Arts per PlayStation 2, PlayStation 3, PlayStation Portable, Xbox, Xbox 360, Microsoft Windows e Nintendo Wii, basato sull'omonimo film di Francis Ford Coppola. Il protagonista è Aldo Trapani, personaggio inventato apposta per il gioco, che gradualmente diventerà uno dei killer più fedeli della famiglia per poi assumere il ruolo di caporegime ed infine quello di Padrino, seguendo gli eventi più celebri della pellicola. La storia di Aldo si intreccia con quelle degli altri personaggi, tra cui Michael Corleone, Santino Corleone, Tom Hagen, i suoi addestratori Luca Brasi e Peter Clemenza e molti altri, alcuni creati apposta per il gioco come il protagonista.

## Trama
New York, 1936: Johnny Trapani è un soldato della famiglia Corleone che gestisce un panificio di Little Italy insieme alla moglie Serafina. Un giorno però, il suo negozio viene fatto saltare in aria e lui viene ucciso dagli uomini della famiglia Barrese, in presenza del loro padrino Don Emilio, che lo voleva punire per la sua fedeltà ai Corleone e i suoi buoni rapporti con alcuni pezzi grossi della Famiglia. Suo figlio Aldo, allora dodicenne, è presente all'evento e rimane sconvolto, ma prima che possa commettere qualche sciocchezza viene fermato da Don Vito Corleone in persona che gli promette che un giorno, quando sarà abbastanza grande, potrà vendicarsi.
Nove anni dopo, nell'agosto del 1945, durante il matrimonio della figlia Connie Don Corleone riceve la supplica di Serafina di allontanare il figlio, ormai cresciuto, dalle brutte compagnie che sta frequentando e di prenderlo sotto la propria ala protettiva per farlo entrare nella Famiglia. Don Vito incarica del compito il suo fedele vicario Luca Brasi, che salva Aldo da un pestaggio dei suoi stessi complici e lo introduce nel mondo della malavita organizzata insegnandogli a riscuotere il pizzo, a sparare e a destreggiarsi al meglio nel mare di criminalità che caratterizza le strade di New York. Il primo incarico ufficiale che Luca affida ad Aldo consiste nel convincere Emilio Brunetti, il macellaio di Little Italy, a rimanere sotto la protezione dei Corleone, dato che voleva vendersi alla famiglia Tattaglia, in modo da iniziarlo alle prime tecniche di intimidazione: fuori dalla macelleria il giovane fa anche la conoscenza del sergente Joe Galtosino, un poliziotto italoamericano corrotto che si vede subito costretto a pagare per mantenere dei buoni rapporti con la polizia, imparando anche i vantaggi della corruzione. Subito dopo Luca vuole che il giovane affianchi Paulie Gatto e il suo socio Marty "Monk" Malone nel raid punitivo contro i balordi che hanno aggredito la figlia di Amerigo Bonasera, amico del Don, cominciando a mettersi in luce fin dall'inizio.
Successivamente, Don Vito chiede a Brasi di fingere di volerlo lasciare per la famiglia Tattaglia per conoscere meglio le mosse di Virgil Sollozzo, detto il Turco, trafficante di droga legato ai Tattaglia al quale Don Vito ha appena negato le sue protezioni politiche. Aldo accompagna così Luca all'incontro con Sollozzo e Bruno Tattaglia, figlio di Don Tattaglia, in un locale di Midtown, e resta nascosto per assistere all'incontro, ma tutto si conclude con l'uccisione del suo mentore perché Sollozzo aveva capito l'inganno. Mentre gli altri fuggono, Aldo riesce comunque ad uccidere l'assassino di Luca e a fare ritorno a Little Italy dove, sconvolto, informa Monk per telefono dell'accaduto. Monk gli dà appuntamento per il giorno dopo al barbiere della zona per parlare, ma durante il loro incontro Don Vito, in compagnia del figlio Fredo mentre comprava della frutta nel negozio di fronte, subisce un attentato per mano di sicari assoldati da Sollozzo; contemporaneamente la sorella di Monk, Frances, detta "Frankie", viene presa in ostaggio dagli assassini e da alcuni Tattaglia arrivati sul posto, mentre lo stesso Monk rimane ferito nel fuoco incrociato. Aldo riesce a uccidere i sicari e a salvare la ragazza, e con Fredo scorta l'ambulanza del Don all'ospedale, ma vengono dirottati dai Tattaglia sul ponte di Manhattan. Dopo aver eliminato gli assalitori Aldo ne interroga uno, che gli rivela che Sollozzo ha rapito Tom Hagen, il consigliere della famiglia, e lo tiene in ostaggio. Infine, ritorna indietro guidando l'ambulanza con il Don e raggiunge l'ospedale in tempo, conoscendo così Sonny, secondo figlio di Don Vito.
Aldo conosce anche Peter Clemenza, caporegime della famiglia: in seguito, recatosi al Palazzo Corleone a Little Italy, il giovane si incontra per la prima volta con Tom Hagen, che è stato rilasciato, che in virtù di ciò che ha fatto per il Don e della sua notevole bravura e fedeltà lo nomina membro ufficioso della famiglia Corleone, in modo che li aiuti a recuperare rispetto e potere nelle strade. Aldo viene poi contattato da Clemenza, che lo incarica di sorvegliare l'ospedale per timore che Sollozzo possa tentare qualche brutto tiro ai danni del Padrino. La sera del lavoro, ancora una volta, Aldo salva sia Don Vito che Frankie, di cui si è ormai innamorato, da un agguato dei Tattaglia, difendendo anche Monk che era ricoverato nello stesso posto. In questa occasione farà conoscenza con Michael, terzo figlio di Don Vito. Una volta fuori dall'ospedale Aldo verrà minacciato dal sergente Galtosino, già vendutosi al miglior offerente, mentre Michael viene bloccato dalla polizia e colpito al viso dal capitano McCluskey, altro poliziotto corrotto al servizio diretto del Turco. Solo l'arrivo di Tom e di alcuni uomini dei Corleone li salva, e gli agenti si dileguano.
Passa un po' di tempo e la sera di Capodanno, su invito di Clemenza, il ragazzo si reca ad una festa esclusiva dalla fioraia Rosa, storica amica dei Corleone, alla quale partecipano anche Monk, Paulie e Sonny. Nel bel mezzo della serata però, i festeggiamenti vengono interrotti da una retata improvvisa di Galtosino e i suoi uomini: Aldo viene buttato a terra, Monk viene immobilizzato e ammanettato ad un pianoforte e Galtosino, ubriaco, porta via con violenza Rosa con la scusa di interrogarla. Dopo essersi ripreso ed aver superato le guardie nel vicolo vicino, Aldo raggiunge Galtosino in un magazzino, che dopo aver tentato di stuprare Rosa scappa sul tetto col montacarichi. Raggiunto il tetto, Il giovane e il sergente si scontrano a mani nude per l'ultima volta e Aldo lo spinge contro il parapetto, facendolo precipitare di sotto. A mezzanotte, mentre i fuochi d'artificio segnano l'inizio dell'anno nuovo Aldo, su consiglio di Rosa, lascia cadere una bottiglia di whisky sopra il corpo di Galtosino per far sembrare la caduta un incidente dovuto all'alcol.
In seguito Aldo si reca a Palazzo Corleone, dove Tom lo nomina ufficialmente un membro della famiglia, viste le sue capacità, e poco tempo dopo viene chiamato da Clemenza a casa sua, a Brooklyn, per un lavoro molto importante: è stato Paulie Gatto a vendere Don Corleone a Sollozzo, e ora deve pagare. Con Paulie alla guida, i tre inizialmente compiono una missione ai danni dei Tattaglia facendogli esplodere un bar in precedenza sotto il controllo dei Corleone, per poi ucciderlo in una zona isolata in periferia. I due, insieme a Rocco Lampone, alleato della famiglia e al servizio diretto di Clemenza, si rifugiano poi dalla polizia in arrivo nell'appartamento di Paulie, per poi separarsi. Successivamente, Aldo viene incaricato insieme a Rocco di andare fino a Los Angeles per una questione delicata: il produttore e regista Jack Woltz si rifiuta di dare un ruolo nel suo film a Johnny Fontaine, figlioccio di Don Vito e cantante famoso. I due si infiltrano nottetempo nella sua villa, dove Rocco taglia la testa a Khartoum, il miglior cavallo della scuderia di Woltz, e gliela nasconde nel letto come avvertimento. Nel frattempo, Michael organizza l'omicidio di Sollozzo e McCluskey in un ristorante a Midtown dove i tre dovranno discutere su una eventuale tregua. Aldo riuscirà a supportarlo nell'impresa nascondendo l'arma per Michael nel bagno del ristorante e, compiuta l'esecuzione, lo scorta fino al porto di Hell's Kitchen, dove Michael si imbarcherà per la Sicilia in attesa che si calmino le acque.
Tutto ciò gli vale il plauso e la stima della Famiglia, e appena si riprende dall'attentato, Don Corleone lo accoglie definitivamente nella famiglia, e per i suoi servigi viene premiato dal Don con un appartamento a Midtown dove va a vivere con Frankie, con cui si è fidanzato. Le sue azioni però lo hanno reso un bersaglio, e un giorno, dopo che Aldo ha fatto ritorno a casa, Frankie viene rapita dai sicari dei Tattaglia. Aldo avvisa Monk del fatto ed entrambi si precipitano alla chiesa di San Michele a Brooklyn, un covo dei Tattaglia, ma dopo essersi fatti strada fra gli scagnozzi presenti, trovano Frankie gravemente ferita, che muore poco dopo fra le braccia di Aldo.
Distrutto, il giovane viene poi contattato da Sonny, che gli rivela che è stato Bruno Tattaglia in persona ad uccidere Frankie per rappresaglia e vuole aiutarlo a vendicarsi; lo invita quindi in un magazzino ad Hell's Kitchen, dove sta interrogando uno degli uomini che hanno partecipato alla spedizione che aveva rapito Frankie per estorcergli informazioni. Dopo che Aldo lo ha pestato a sangue, Sonny lo lascia andare con l'inganno senza che questi abbia in realtà rivelato nulla, per poi buttarlo giù dal palazzo. Lo scopo è fare sì che i Tattaglia cremino il corpo del loro uomo nella loro camera ardente privata, dove di sicuro sarà presente anche Bruno. Lanciata l'esca, Aldo raggiunge il posto, e dopo aver ucciso gli scagnozzi a difesa di Bruno riuscirà a vendicarsi del consigliere dei Tattaglia gettandolo nel forno crematorio.
Questo è l'inizio di una profonda amicizia e collaborazione per Aldo e Sonny, che in risposta ad uno sgarbo fatto dagli uomini dei Cuneo, che avevano ucciso alcuni dei Corleone mentre pranzavano, sgominano un'intera operazione di contrabbando di armi della famiglia rivale, mettendo a ferro e fuoco prima uno scalo ferroviario ad Hell's Kitchen e poi il porto della città, dove Aldo convince il capo del posto a dirottare le trattative a favore dei Corleone. Tempo dopo, Sonny chiama Aldo per un altro lavoro ai danni dei Cuneo, quando viene interrotto da una telefonata. Subito scappa come una furia fuori città e Aldo lo segue in macchina per capire cosa succede, spinto anche dalla preoccupazione di Tom. Al casello autostradale, però, Sonny è vittima di un agguato armato e viene ucciso. Arrivato poco dopo, Aldo insegue i suoi assassini fino ad un magazzino fuori Midtown e, dopo uno scontro a fuoco, interroga il casellante che ha partecipato all'imboscata, che gli rivela dove sono andati gli altri. Aldo li raggiunge in un locale in città e lì un capo dei Tattaglia, messo alle strette, gli rivela che l'omicidio di Sonny è stato sì attuato dalla sua Famiglia, ma l'idea era di Don Barrese, che voleva liberarsi del diretto erede di Don Corleone. 
Don Corleone, appresa la notizia della morte di Sonny da Tom, organizza un meeting tra le Cinque Famiglie per ristabilire definitivamente la pace, al quale partecipa anche Aldo, che riconosce in Don Barrese l'assassino di suo padre; tuttavia questi non riconosce il ragazzo per via dei tanti anni passati. Quindi il Don, ormai stanco, decide di cedere il comando al figlio Michael, che diviene capofamiglia e chiede ad Aldo di diventare suo caporegime, dopodiché gli affida una missione assieme a Monk in un albergo di Little Italy. Quella che però doveva essere apparentemente una vendetta contro una spia che stava fornendo informazioni ai federali, si conclude con la morte di numerosi Barrese e di un federale rifugiatosi all'ultimo piano. Raggiunti da Jimmy Denunzio, un amico dei Corleone intervenuto per aiutarli, Monk si dilegua irritato dal suo arrivo mentre Aldo, parlando prima con Jimmy e poi al telefono con Michael, scopre la verità: il federale era complice dei Barrese e aveva fatto un accordo anche con Monk, che ora voleva uccidere l'agente per coprire le sue tracce sapendo di essere in trappola. Quell'operazione era solo un modo per accertarsi che fosse davvero un traditore. Aldo allora lo rintraccia in un club: qui Monk rivela che dopo la morte di Frankie aveva mollato tutto e aveva deciso di rinnegare la famiglia Corleone perché secondo lui ormai non gli doveva più niente. Aldo, ferito e arrabbiato col suo amico, lo uccide dopo una breve fuga. Quando poi si reca a villa Corleone per affari, scopre da Tom che anche Tessio ha tradito Michael e si è unito ai Barrese e, insieme a Willy Cicci, lo uccide nel suo stesso locale, il club Embassy di Brooklyn.
Intanto Don Vito muore, e al funerale Michael incarica Aldo di affiancare alcuni alleati della famiglia in diversi omicidi in giro per New York durante il battesimo del figlio di sua sorella Connie. Gli obiettivi sono i capi delle famiglie rivali, e Aldo dovrà uccidere con Clemenza Don Stracci; con Willy Cicci, Don Cuneo; con Rocco, Don Tattaglia; e infine con Al Neri Don Barrese, che prima di essere ucciso gli dirà: "Lo sapevo. Sapevo che saresti stato tu", avendo riconosciuto il figlio di Johnny Trapani. Aldo, finalmente, ha vendicato suo padre.
Dopo l'uccisione dei padrini, Aldo si incaricherà personalmente di distruggere completamente le famiglie rivali assumendo il controllo di tutte le loro attività e raggiungendo l'obiettivo finale: diventare Padrino di New York.

## Modalità di gioco
In questa storia, il giocatore deve eseguire i vari ordini dei personaggi per proseguire nel gioco. Portando a termine le varie missioni, il nostro personaggio passa di grado partendo dalla manovalanza fino a diventare lui stesso il padrino di New York. Inoltre bisogna prendere possesso dei vari negozi, per far pagare il pizzo ai negozianti cercando anche di appropriarsi dei racket nascosti dietro alcune attività di facciata.
Buona parte delle missioni sarà composta dall'uccisione dei personaggi più in vista delle famiglie rivali e dall'aiuto o il salvataggio dei membri della nostra famiglia. Vi sono inoltre gli omicidi su commissione, da compiere per conto di Salvatore Tessio, Peter Clemenza, Al Neri, Rocco Lampone e The Trojan, personaggio fittizio creato apposta per il gioco.
Il gioco è uscito ufficialmente nel marzo 2006. Accolto in modo quasi eccellente dai giocatori di tutto il mondo, Il padrino ottenne un buon successo, ma non eccezionale come inizialmente previsto. Tuttavia la critica lo accolse positivamente.
Le versioni per Xbox 360, Playstation 3 e Wii si differenziano dalle altre per una grafica leggermente migliorata e alcune caratteristiche aggiuntive come nuovi movimenti e interazioni dei personaggi, modifiche del meteo e dell'ambiente circostante e anche la possibilità, ad un certo punto della storia, di ingaggiare uno scagnozzo di grado uguale o inferiore al tuo per affiancarti in giro per la città. Inoltre vi sono delle missioni extra che si aggiungono alla storyline:
• Tom è ancora irrintracciabile: dopo aver salvato la vita al Don, grazie ad una soffiata si viene a sapere che Tom Hagen è tenuto prigioniero dai Tattaglia al porto di Brooklyn, e Aldo vi penetra la sera stessa accompagnato da alcuni membri dei Corleone e da Clemenza. Dopo aver saputo la notizia che Don Corleone è ancora vivo nonostante l'attentato, Sollozzo lascia che Tom venga portato via dai suoi uomini per essere ucciso perché ormai non gli serve più come garanzia (in realtà nel film Tom viene rilasciato incolume perché torni dalla Famiglia e convinca Sonny ad accettare un accordo), ma Aldo riesce a uccidere i Tattaglia presenti e a liberare Tom per poi riportarlo al palazzo dei Corleone a Little Italy.
• Consegna speciale: dopo aver ucciso Paulie Gatto, come gesto di rappresaglia verso Sollozzo e come dimostrazione che la famiglia Corleone è ancora forte, Clemenza organizza un attentato ai danni di un magazzino della droga dei Tattaglia, facendovi infiltrare un finto camion delle consegne pieno di uomini armati guidato proprio da Aldo, che dopo aver sgominato tutti i Tattaglia presenti piazza una bomba a orologeria per far saltare in aria la struttura. In seguito Clemenza incaricherà il protagonista di trovare i nascondigli della droga di Sollozzo rimasti a New York e di distruggerli tutti (questi luoghi sono un'altra caratteristica esclusiva delle versioni per Xbox 360, PS3 e Wii).
• Scala reale: dopo la morte di Tessio, Michael chiama Aldo per una faccenda importante. Suo fratello Fredo è diventato amico e protetto del potente impresario Moe Greene, padrone di vari casinò a Las Vegas, ma l'uomo rappresenta un ostacolo per le ambizioni espansive di Michael in quella città; inoltre non ha accettato nessuna offerta di Michael e gli ha mancato di rispetto. Dopo essersi scontrato con Fredo, irritato dall'intromissione del fratello minore, Michael affida ad Aldo il compito di derubare un casinò segreto che si trova in un albergo a Midtown per danneggiare gli affari di Greene: successivamente Aldo, durante la missione Battesimo di fuoco, oltre che i capi delle cinque famiglie, ucciderà l'impresario mentre si trova da un massaggiatore a Midtown.

## Missioni
1. Il prezzo della fedeltà (Prologo)
2. Il vicolo
3. Faccia a faccia
4. Vendetta!
5. Qualcuno dorme con i pesci
6. Il don è morto?
7. Tom è ancora irrintracciabile (solo PS3, Xbox 360 e Wii)
8. Terapia intensiva
9. Fuochi d'artificio
10. Morte al traditore
11. Consegna speciale (solo PS3, Xbox 360 e Wii)
12. Buongiorno signor Woltz
13. Ricetta per una vendetta
14. Una questione personale
15. Morto che parla
16. La guerra di Sonny
17. Cambio di programma
18. Ordine di uccidere
19. Gli affari sono affari
20. Scala reale (solo PS3, Xbox 360 e Wii)
21. Battesimo di fuoco

### Il padrino: The Don's Edition
In altri paesi europei era già disponibile all'inizio del 2008 la versione per PlayStation 3 intitolata Il padrino: The Don's Edition, che si differenzia dalla precedente versione nei seguenti punti:
- Parco macchine utilizzabili portato da 5 a 12.
- Aumento del numero di racket e attività commerciali da poter conquistare.
- Le ville delle altre quattro famiglie sono esteticamente molto diverse da quella dei Corleone.
- Possibilità di ingaggiare uno scagnozzo e una banda composta da 4 sicari di livello pari o inferiore al proprio.
- Introduzione di personaggi come Fredo Corleone (che appare 3 volte nel gioco), Moe Greene, il sergente Ferriera, i mafiosi di Chicago e fotografi che ti scattano foto quando ti vedono con lo scopo di far aumentare la tensione della polizia.
- Revisione del sistema di corruzione della polizia, con la possibilità di poterli tenere sotto ricatto e far abbassare la tensione gratis.
- Aggiunta di missioni al gioco che lo prolungano del 20% - 25%, possibilità di lavorare nel racket del contrabbando con i camion, missioni di distruzione dei laboratori della droga di Virgil Sollozzo, e altre missioni che rendono più completa e longeva la trama del gioco.

Il titolo è stato poi ripubblicato il 10 aprile 2009 in Italia col nome di Il padrino: Blackhand Edition, ed è la versione identica di The Don's Edition, con la differenza che è stato meglio sviluppato per supportare il SIXAXIS della PlayStation 3 e i Nunchuk del Wii. Inoltre sono stati tolti quattro magazzini; uno dei Barrese nel porto di Hell's Kitchen, uno degli Stracci nel New Jersey di fronte alla base della famiglia Stracci dove si trova la ferrovia, due dei Cuneo (uno a Little Italy nella parte est, e uno a Hell's Kitchen a nord del porto), e inoltre il magazzino di Sollozzo a Midtown non è più usufruibile come proprietà da poter sfruttare, ma rimane vuoto.
Il videogioco è anche disponibile per PlayStation Portable, anche se, ovviamente, drasticamente semplificato per ragioni tecniche. Infatti, il free-roaming è rimpiazzato da un gameplay strategico in stile Risiko, in cui il giocatore può sferrare a turno attacchi ai racket delle famiglie rivali cercando di impadronirsene, e giocare delle "carte" pagando una certa somma in dollari, le quali hanno effetti differenti, come ridurre la tensione della polizia o fortificare i racket che possedete contro le rappresaglie delle altre famiglie.

## Sviluppo
Nel marzo 2004, la EA Games cominciò a sviluppare il videogioco de Il padrino, tratto dal celebre film di Francis Ford Coppola e dall'omonimo libro di Mario Puzo.
Pochi mesi prima di morire, Marlon Brando (Don Vito Corleone nella pellicola) concesse la sua immagine e la sua voce per il videogioco. A giugno il New York Times riferì che i dialoghi di Brando, anche a causa delle sue condizioni di salute precarie, erano stati completati. Allo stesso modo tutti gli attori del film si prestarono per il progetto, tranne Al Pacino, alias Michael Corleone, e Francis Ford Coppola, in quanto hanno considerato il gioco violento e diseducativo. È presente anche il celebre tema principale della trilogia tratto dalla colonna sonora originale di Nino Rota.
Il gioco viene ambientato in quattro capitoli: nel 1945, nel 1946, nel 1950 e nel 1955, sino al battesimo del nipote di Michael Corleone, atto finale della storia.
La EA Games annunciò, nel novembre 2004, che il gioco sarebbe stato operativo anche per il Nintendo Wii. Il produttore esecutivo Davide DeMartini rivelò successivamente che, oltre al Microsoft Windows, sarebbero state aggiunte anche le piattaforme PlayStation 2 e PlayStation Portable. Ad aprile 2005 la EA Games rivelò che il gioco sarebbe stato distribuito a partire da agosto, ma qualche giorno dopo Francis Ford Coppola rilasciò un'intervista nella quale sosteneva che la Paramount non lo avesse consultato per la produzione del gioco, alla quale seguirono alcune controversie con il figlio di Mario Puzo, Anthony, che portarono la EA Games a posticipare l'uscita del gioco.
A gennaio 2006 venne ufficializzata la data di uscita del gioco, prevista per il 21 marzo 2006, con l'aggiunta della piattaforma Xbox 360 per la distribuzione avanzata; alcuni mesi dopo venne distribuito anche all'estero.

## Personaggi principali e doppiatori
| Personaggio        | Doppiatore originale | Doppiatore italiano |
| ------------------ | -------------------- | ------------------- |
| Aldo Trapani       | Andrew Pifko         | Luca Sandri         |
| Don Vito Corleone  | Doug Abrahams        | Gianni Gaude        |
| Michael Corleone   | Joseph May           | Claudio Moneta      |
| Tom Hagen          | Robert Duvall        | Lorenzo Scattorin   |
| Santino Corleone   | James Caan           | Silvio Pandolfi     |
| Peter Clemenza     | Doug Abrahams        | Raffaele Fallica    |
| Salvatore Tessio   | Abe Vigoda           | Gianni Quillico     |
| Monk Malone        | Jason Schombing      | Marco Balzarotti    |
| Frankie Malone     | Jennifer Copping     | Cinzia Massironi    |
| Rocco Lampone      | Michael Dobson       | Diego Sabre         |
| Luca Brasi         | Garry Chalk          | Riccardo Rovatti    |
| Virgil Sollozzo    | Richard Newman       | Marco Morellini     |
| Fredo Corleone     | Andrew Moxhman       | Diego Sabre         |
| Don Emilio Barrese | Michael Kopsa        | Marco Pagani        |
| Bruno Tattaglia    | Joe Paulino          | Diego Sabre         |
| Rosa               | Lori Triolo          | Elisabetta Cesone   |
| Paulie Gatto       | Tony Alcantar        | Leonardo Gajo       |
| The Trojan         | Scott McNeil         | Alberto Olivero     |
| Philip Tattaglia   | Bill Meilen          | Riccardo Rovatti    |
| Al Neri            | Terence McGovern     | Aldo Stella         |
| Carmela Corleone   | Alison Ewing         |                     |
| Jimmy DeNunzio     | Ralph Peduto         | Leonardo Gajo       |

## Colonna sonora
La colonna sonora del gioco è stata composta da Bill Conti. Il tema principale composto da Nino Rota è rimasto invariato, ed escluso quello tutte le musiche sono state realizzate da Conti ed affidate all'orchestra di Henry Mancini: in molti locali del gioco sono inoltre presenti musiche e canzoni dell'epoca di artisti come Dean Martin, Ella Fitzgerald, Sarah Vaughan e altri.

## Sequel
Ne è stato prodotto un sequel, intitolato Il padrino II, distribuito sempre dalla Electronic Arts uscito nell'aprile 2009.